# اچ‌ام‌اس آژاکس (۱۷۶۷)
اچ‌ام‌اس آژاکس (۱۷۶۷) (به انگلیسی: HMS Ajax (1767)) یک کشتی بود که طول آن ۱۶۷ فوت ۱۰ اینچ (۵۱٫۱۶ متر) بود. این کشتی در سال ۱۷۶۷ ساخته شد.